# هرمودس‌دال
هرمودس‌دال (به سوئدی: Hermodsdal) یک منطقهٔ مسکونی در سوئد است که در Malmö Municipality واقع شده‌است. هرمودس‌دال ۳٬۳۵۳ نفر جمعیت دارد.